# Premio Gran Giallo Città di Cattolica
Il premio Gran Giallo Città di Cattolica è un premio letterario italiano riservato alla narrativa gialla e noir. Si tiene annualmente nella cittadina romagnola di Cattolica in provincia di Rimini.
Ideato nel 1973 da Enzo Tortora, si dice dopo aver notato durante una passeggiata sulla spiaggia la gran quantità di bagnanti intenti alla lettura di gialli sotto gli ombrelloni, è stato curato da personalità di spicco della narrativa italiana di genere e non: da Oreste Del Buono e Alberto Tedeschi negli anni dell'esordio fino a Carlo Lucarelli e Valerio Massimo Manfredi ai giorni nostri.
Dal 1981 al 1999 si è svolto nell'ambito del Mystfest, festival internazionale di cinematografia noir, anch'esso con sede a Cattolica, ideato e fondato da Felice Laudadio nel 1979-80. Nel corso della sua storia l'oggetto stesso del premio è mutato più volte: inizialmente conferito a romanzi editi o inediti, per un certo periodo a romanzi brevi inediti, attualmente il premio viene attribuito al miglior racconto giallo inedito e consiste nella pubblicazione sul Giallo Mondadori.
Numerosi gli scrittori premiati a Cattolica successivamente riconosciuti quali maestri del genere: tra gli altri Loriano Macchiavelli, Bruno Gambarotta, Andrea G. Pinketts, Eraldo Baldini.

## Cronologia
- 1973 - Miglior romanzo giallo inedito Il vino, la luna e il gatto di Gaetano Gadda. Miglior romanzo giallo edito Il poliziotto che ride di Maj Sjöwall e Per Wahlöö.
- 1974 - Miglior romanzo giallo inedito Fiori alla memoria di Loriano Macchiavelli. Miglior romanzo giallo edito Violenza a Roma di Massimo Felisatti e Fabio Pittorru.
- 1975 - Miglior romanzo giallo inedito Qui commissariato di zona di Secondo Signoroni. Miglior romanzo giallo edito Il seme del tamarindo di Evelyn Anthony
- 1976 - Miglior romanzo giallo inedito (ex æquo): Centro di città di Nicoletta Bellotti e Moustaches Petes di Secondo Signoroni. Miglior romanzo giallo edito Il castigo dell'Eiger di Trevanian.
- 1977 - Miglior romanzo giallo inedito Testimonianza d'accusa di Secondo Signoroni. Miglior romanzo giallo edito La nipote scomoda di Massimo Felisatti e Bruno Gambarotta.
- 1978 - Miglior romanzo giallo inedito Ve lo assicuro io di Alberto Eva. Miglior romanzo giallo edito L'uomo nel mirino di Michael Butler e Dennis Shryack.
- 1979 - Non assegnato
- 1980 - Non assegnato
- 1981 - Miglior racconto giallo inedito Impermeabile e ombrello di Giorgio Cremoni. Miglior romanzo giallo edito Agave di Massimo Felisatti e Andrea Santini.
- 1982 - Miglior racconto giallo inedito Trova le parole, spaventalo di Bruno Gambarotta. Miglior romanzo giallo edito Le mosse sbagliate di Paolo Levi.
- 1983 - Miglior racconto giallo inedito La quinta vittima di Umberto Lenzi. Miglior romanzo giallo italiano edito L'indagine interrotta di Renato Olivieri.
- 1984 - Miglior racconto giallo inedito Ospite inatteso di Mauro Riccardo Mendolia. Miglior romanzo giallo edito Il fazzoletto azzurro di Corrado Augias.
- 1985 - Miglior racconto giallo inedito Uno per tutti di Patrizia Pesaresi. Miglior romanzo giallo edito Questione di tempo di Fiorella Cagnoni.
- 1986 - Miglior racconto giallo inedito Da donna a donna di Elisabetta De Pieri e Barbara Zolezzi. Miglior racconto italiano di spionaggio inedito Questione di metodo di Carmen Iarrera.
- 1987 - Miglior racconto giallo inedito Fino alla morte di Toni Carini. Miglior romanzo giallo italiano edito La ragazza dei passi perduti di Giorgio Rossi e Antonio Caprarica. Miglior racconto italiano di spionaggio inedito La garanzia di Leonardo Franchini.
- 1988 - Miglior racconto giallo inedito Complice di Luisa Marchi. Miglior romanzo giallo italiano edito (ex æquo) Outland Rock di Pino Cacucci e Procedura di Salvatore Mannuzzu. Miglior racconto italiano di spionaggio inedito L'agente Scotty di Davide De Nicolao.
- 1989 - Miglior racconto giallo inedito Il punto di vista del licantropo di Andrea G. Pinketts. Miglior romanzo giallo italiano edito Colpo di coda di Piero Soria. Miglior racconto italiano di spionaggio inedito L'amanuense di Giovanni Zucca.
- 1990 - Miglior racconto giallo inedito Inventario Eysenck-x di Claudio Asciuti. Miglior romanzo giallo italiano edito Giallo Mais di Pinuccia Ferrari e Stefano Jacini. Miglior racconto italiano di spionaggio inedito E l'anatra diventò farfalla di Andrea G. Pinketts.
- 1991 - Miglior racconto giallo inedito Re di carnevale di Eraldo Baldini.
- 1992 - Miglior racconto giallo inedito Ordine di Stefano Righini e Giovanni Zucca.
- 1993 - Miglior romanzo breve giallo inedito Una questione di stile di Sandro Borgia.
- 1994 - Miglior romanzo breve giallo inedito Elioppido e la notte della civetta di Giuseppe Toni.
- 1995 - Miglior romanzo breve giallo inedito L'uomo degli atti criminali di Franco D'Emilo.
- 1996 - Miglior romanzo breve giallo inedito (ex æquo) Giù la maschera di Paola Mordiglia, L'omino di Mojacar di Paola Mordiglia, La lama e l'inchiostro di Alberto Odone, Il guanto di volpe di Riccardo Parigi e Massimo Sozzi, Il profumo della magnolia di Patricia Martinelli, L'anello mancante di Diana Merisi. Miglior autore esordiente Davide Grittani per il racconto A ciascuno il morto che si merita.
- 1997 - Miglior romanzo breve giallo inedito Il taglio del rasoio di Francesco Cocon. Segnalazione della Giuria La piramide senza mummia di Lorella Oddone, Ramsette primo di Patrizio Pacioni.
- 1998 - Miglior romanzo breve giallo inedito Se fu tuo destino di Daria Pellegrini. Segnalazione della Giuria Andata e ritorno di Liliana Novati, Mare bianco di Marilia Paoli.
- 1999 - Miglior romanzo breve giallo inedito La gamba di gesso di Sara Vallefuoco. Segnalazione della Giuria Il barbone di Paolo Chiari, L'ultimo treno di Roberto Santini.
- 2000 - Miglior racconto giallo italiano L'assaggiatore di caffè di Roberto Santini. Secondo premio (ex æquo) Una vita spezzata di Vincenzo De Falco e Lo zio di Roma di Carmen Iarrera. Segnalazione della Giuria Senza limiti di Lilli Rosato, Pagine veneziane di Michele Catozzi.
- 2001 - Miglior racconto giallo italiano Delitto alle terme di Angela Capobianchi. Segnalazione della Giuria L'arma di un altro di Roberto Santini, La parabola dei ciechi di Maria Masella.
- 2002 - Miglior racconto giallo italiano. Segnalazione della Giuria Peccati di gola di Luciana Scepi.
- 2003 - Miglior racconto giallo italiano Pink Moon di Piergianni Curti. Segnalazione della Giuria Il Sottoscala di Alessio Valsecchi.
- 2004 - Miglior racconto giallo (ex æquo) Battaglia d'Anghiari di Franco Ricciardiello e Matteo 19, 14. Lasciate che i bambini vengano a me di Lorenzo Gioielli. Segnalazione della Giuria Lettere anonime di Ugo Mazzotta.
- 2005 - Miglior racconto giallo Il vino buono di Sandro D'Elia. Segnalazione della Giuria Gli sparerei due colpi in testa di Eugenio Tornaghi e La casa dell'archivista di Andrea Benati.
- 2006 - Miglior racconto giallo Una storia da rubare di Barbara Baraldi. Segnalazione della Giuria Dietro le palpebre di Andrea Roscigno[1].
- 2007 - Miglior racconto giallo Fuori Genova, un anno fa di Luca Franzoni. Segnalazione della Giuria Sedra di Matteo Romiti e Tempo reale di Elena Leone.
- 2008 - Miglior racconto giallo (ex æquo) Fino all'ultimo respiro di Gianluca Ascione e La morte nel cuore di Anna Iaquinta. Segnalazione della Giuria La Verità del Pesce Rosso di Hector Luis Belial.
- 2009 - Miglior racconto giallo La morte scivola sotto la pelle di Gaia Conventi.
- 2010 - Miglior racconto giallo Cumino assassino di Monica Bartolini. Segnalazione della Giuria Apro gli occhi di Maria Teresa Valle e Lo zoo di cristallo di Alessandra Magnapane.
- 2011 - Miglior racconto giallo Franz il ciccione di Alberto Rudellat.
- 2012 - Miglior racconto giallo L'avamposto di Maurizio Maggi. Segnalazioni della Giuria Oro alla Patria di Carlo Parri, Le loup di Giorgia Rebecca Gironi e Il magazzino di Silvia Castellani.
- 2013 - Miglior racconto giallo La fine del mondo di Mauro Falcioni. Segnalazioni della Giuria Il canto dei gabbiani di Diego Di Dio e Si chiamava Nina di Carlo Parri[2].
- 2014 - Miglior racconto giallo La bambina pagana di Ilaria Tuti. Segnalazione della Giuria Nel meritare fiducia di Luca Dore
- 2015 - Miglior racconto giallo Tre cose di Diego Lama
- 2016 - Miglior racconto giallo Tre voci di Fabrizio Fondi
- 2017 - Miglior racconto giallo Metropolitana di Lidia Del Gaudio
- 2018 - Miglior racconto giallo Non si uccidono i dodi di Scilla Bonfiglioli
- 2019 - Miglior racconto giallo La pista di Andrea Raggi[3]
- 2020 - Miglior racconto giallo Il sussurro delle ossa di Lia Tomasich
- 2021 - Miglior racconto giallo Fine pena mai di Alessandro Di Domizio[4]
- 2022 - Miglior racconto giallo La llorona di Valentino Eugeni[5]
- 2023 - Miglior racconto giallo Il buio sulle dune di Marco Scarlatti[6]
- 2024 - Miglior racconto giallo Geli. Il caso Hitler di Claudio Pinna[7]
- 2025 - Miglior racconto giallo Gli amanti della signora Chiatti di Marco Phillip Massai[8]